# 坂田麻衣子
坂田 麻衣子（さかた まいこ、1986年6月22日 - ）は、劇団東俳に所属していた日本の元子役、元ジュニアアイドル。
1990年半ばごろからテレビドラマなどに子役として出演。ジュニアアイドルとしても活動し、心交社から写真集とイメージビデオがリリースされている。

## 出演

### テレビドラマ
- 木曜劇場 輝く季節の中で（1995年、フジテレビ） - 藤谷香奈子 役
- change!（1995年、朝日放送） - 吉村みゆ 役
- Missダイヤモンド（1995年、テレビ朝日） - 斉藤絵里 役
- 迎春ドラマスペシャル 料理人豪太が行く'96（1996年1月2日、関西テレビ）
- 秀吉（1996年、NHK） - お豪 役
- 刑事追う! 第8話（1996年5月27日、テレビ東京）
- さむらい探偵事件簿 第10話（1996年、日本テレビ）
- 新・半七捕物帳 第4話「結び文」（1997年4月25日、NHK）- お直
- ガラスの仮面 第6話「激突!! 三重苦の二人は永遠のライバル」（1997年8月11日、テレビ朝日）
- 金曜エンタテイメント お気らく主婦の豪華エステリゾート殺人事件1（1998年1月16日、フジテレビ） ‐ 佐藤恵美子（幼少時代） 役
- ウルトラマンダイナ 第27話（1998年3月14日、毎日放送）
- 天才てれびくん「ザ・ゴーストカンパニー」（1998年、NHK教育テレビ） - 千石忍 役
- 花王 愛の劇場 再婚トランプ（1998年、TBSテレビ） - 篠塚君子 役
- 金曜エンタテイメント 激突！子連れダンプかあちゃんの大逆転推理（1998年制作の未放送作品、フジテレビ）
- 元禄繚乱 第22話 - 第45話（1999年、NHK） - 大石くう 役
- はぐれ刑事純情派（テレビ朝日）
  - 第12シリーズ 第20話「女巡査が犯人!? 水着を買う女！」（1999年8月11日） - 篠田深雪 役
  - 第13シリーズ 第15話 放送300回スペシャル「安浦刑事が女になった!? 母と娘の秘密！」（2000年7月12日） - 畠山梓 役
  - 第15シリーズ 第19話「“ありがとう”で殺人!? ふたりの母と同居する女」（2002年8月7日） - 小田正美 役
  - 第16シリーズ 第18話「噂の殺意!? 耳掃除が好きな女」（2003年8月6日） - 益田真弓 役
- 月曜ドラマスペシャル 痛快ミステリー！ホステス探偵危機一髪!! 2（2000年5月8日、TBS）[1]
- 永遠の仔 第9話（2000年6月5日、読売テレビ）
- 火曜サスペンス劇場 地方記者・立花陽介 18「津軽弘前通信局」（2002年4月23日、日本テレビ） - 小菅美郷 役[2]
- 金曜エンタテイメント おばさんデカ 桜乙女の事件帖 11（2002年12月27日、フジテレビ） - 山内絵里 役
- 土曜ワイド劇場 事件 10「大学病院医療ミス致死事件」（2003年1月11日、テレビ朝日）

### CM
- 伊那食品工業
- 松下電器
- ハウス食品
- バファリン
- 三菱レイヨン
- ロッテ

## 作品

### 写真集
- 麻衣子15歳 坂田麻衣子写真集（2001年12月、心交社、撮影：荒木秀明、ISBN 4-88302-678-7）

### イメージビデオ
- 麻衣子とデート（2001年12月21日、心交社、規格：DVD、SCDV-10103）